# Доменный газ
До́менный газ — отходы в виде газа, образующиеся во время выплавки чугуна в доменных печах. Продукт неполного сгорания углерода и других химических реакций. Химический состав доменного газа может колебаться в широких пределах. При выплавке чугуна на каменноугольном коксе содержит 12—20% углекислого газа, 20—30% монооксида углерода (угарного газа), до 0,5% метана, 1—4% водорода, 55—58% азота. Теплота сгорания доменного газа приблизительно 3,6—4,6 МДж/м3 (850—1100 ккал/м3). При обогащении дутья кислородом содержание азота в газе снижается и соответственно этому возрастает количество других газов (в том числе водорода и монооксида углерода), а также теплота сгорания.
Первые анализы доменного газа были сделаны Бунзеном в 1839 году на заводе Фекерхаген.

## Использование
Первые попытки использования доменного газа как топлива на металлургических заводах были проведены французом Фабер дю Фором в 1832 году. В 1886 году Ф. Люрман предложил использовать доменный газ для газовых двигателей на воздуходувных станциях. В 1889 году на бельгийском заводе «Серен» была введена в строй первая доменная газовоздушная машина.
Сегодня используется на металлургических заводах как топливо в воздухонагревателях, коксовых и мартеновских печах (в смеси с коксовым газом), газовых двигателях, в паровых котлах.
Доменный газ токсичен из-за высокого содержания монооксида углерода, поэтому требует утилизации.